# Rännilen 8

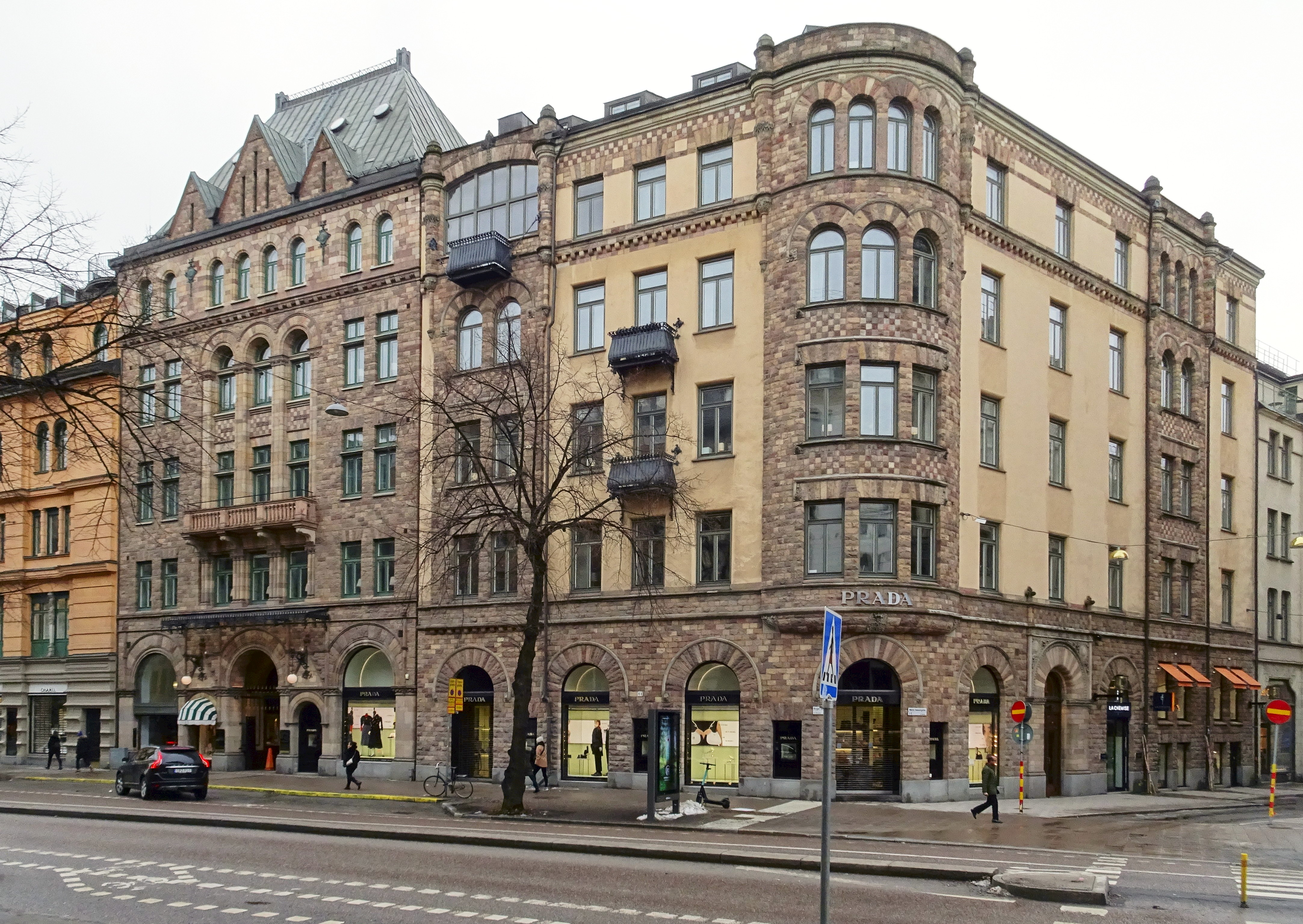
Rännilen 7 (till vänster) och 8, hörnet Birger Jarlsgatan / Mäster Samuelsgatan, februari 2021. Lägg märke till Bobergs ateljéfönster.

Rännilen 8 är en kulturhistoriskt värdefull fastighet i kvarteret Rännilen i hörnet Birger Jarlsgatan 11 / Mäster Samuelsgatan 1 på Norrmalm i Stockholm. Byggnaden uppfördes som bostads- och affärshus 1898–1901 efter ritningar av arkitekt Ernst Evald Otterström. Fastigheten ägs sedan 1917 av fastighetsbolaget Hufvudstaden och är grönmärkt av Stadsmuseet i Stockholm vilket innebär att den bedöms vara "särskilt värdefull från historisk, kulturhistorisk, miljömässig eller konstnärlig synpunkt".

## Kvarteret

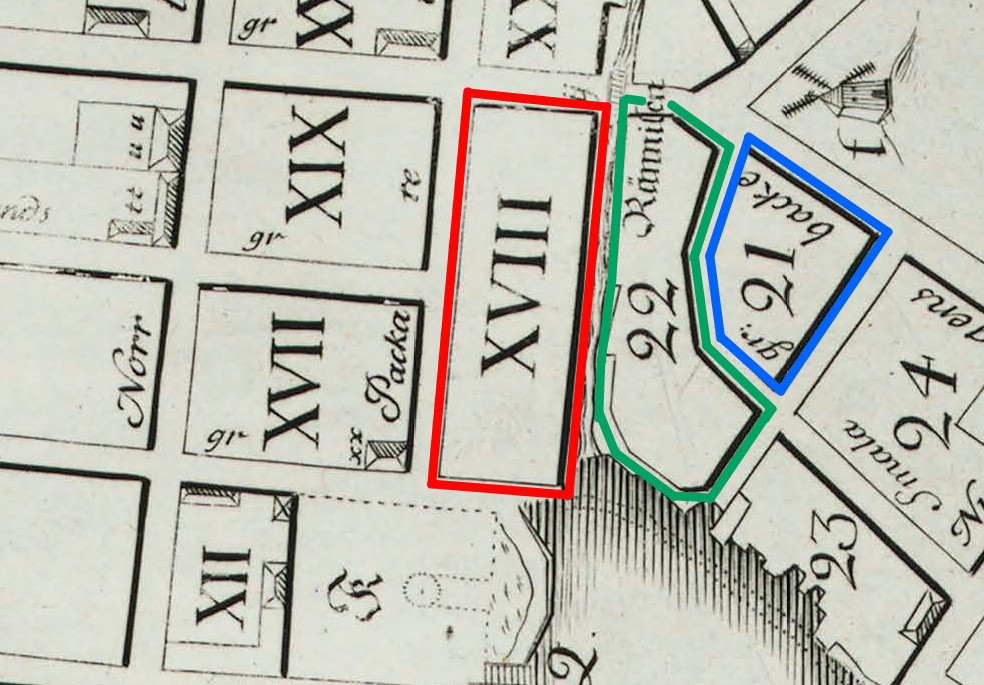
Kvarteret Rännilen (22) och Pumpstocken (XVIII), 1733.

Kvartersnamnet Rännilen är känt från Petrus Tillaeus karta från 1733 där det har nummer 22 och hörde till Ladugårdslandet (dagens Östermalm). Namnet härrör från vattendraget Rännilen som rann förbi direkt väster om kvarteret och bildade gränsen mellan Norrmalm och Ladugårdslandet. På 1600-talet var trakten där kvarteret nu ligger fortfarande en del av Ladugårdslandsviken. Genom landhöjningen och utfyllnader förvandlades området till tomtmark men allt som byggdes här fick grundförstärkas med rustbäddar, pålar och stockar vilka påträffades vid olika utgrävningar.
När Birger Jarlsgatans södra del stadsplanerades 1878 drogs gatan rakt över kvarterets äldre bebyggelse. Då försvann kvarteret för att återuppstå igen på Norrmalms sida och som södra delen av kvarteret Pumpstocken. Till en början delades kvarteret i sju tomter, efter fastighetsregleringar år 1987 och 2005 består kvarteret av fyra fastigheter (8, 11, 18 och 19).

## Byggnad

### Exteriör

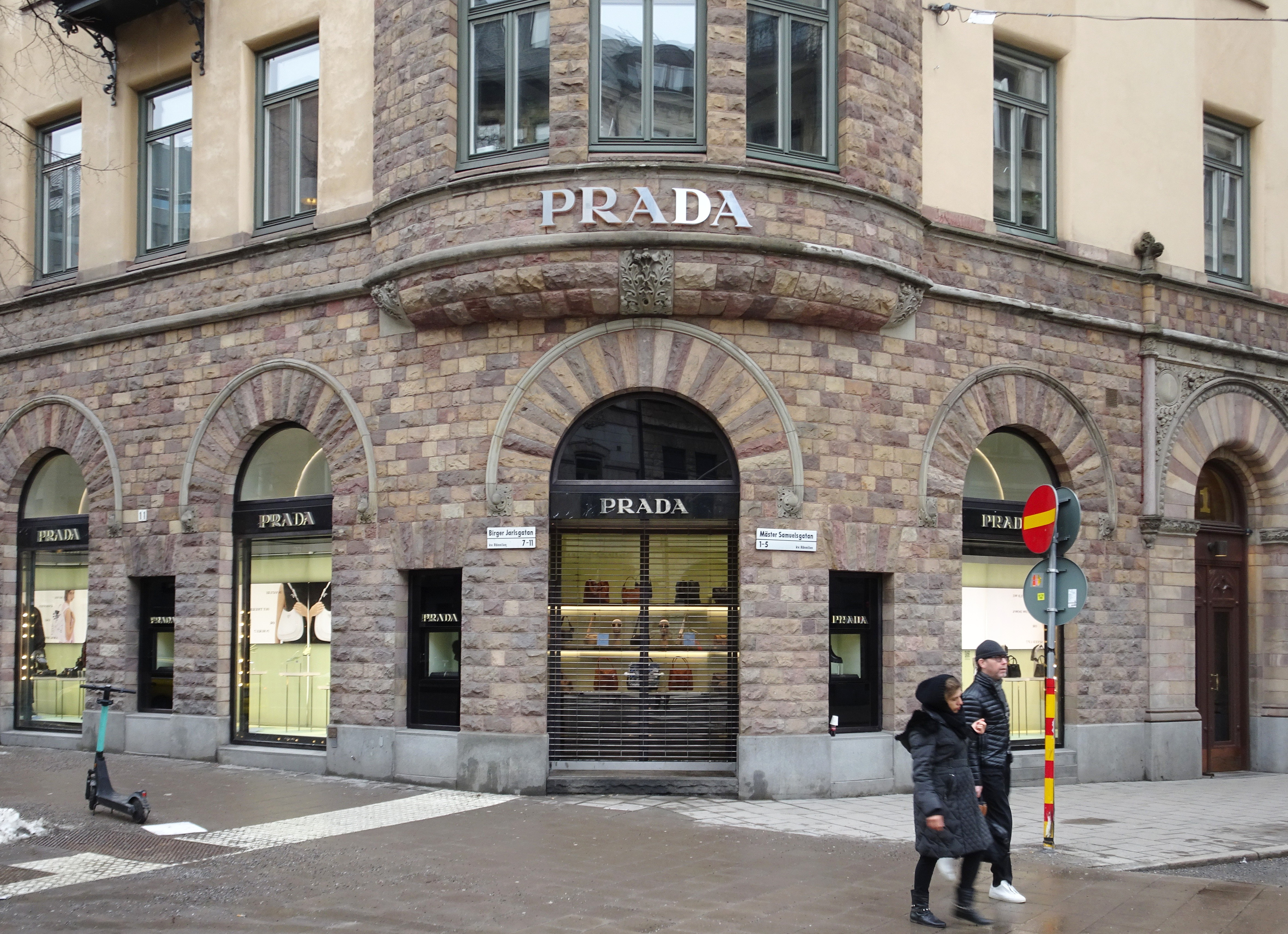
Det rundade hörnet.

Rännilen 8 uppfördes som påkostat affärs- och bostadshus på kvarterets nordöstra hörn och stod färdig 1901. Tomten ägdes av Olof Danielsson som även var byggherre och byggmästare. Till arkitekter anlitades Ernst Evald Otterström och hans partner Gottfrid Karlsson. Otterström är den mest kända av de båda och hade tidigare varit verksam som biträdande arkitekt vid bygget av Kungliga Operan. 
Huset fick fem våningar inklusive en förhöjd bottenvåning där butikslokaler inreddes. Gatufasaderna gestaltades i en blandning av partier i gulfärgad slätputs respektive grovhuggen roslagssandsten och kan ses som en fortsättning av grannhuset Rännilen 7 (med Birger Jarlspassagen i bottenvåningen) som stod färdigt när Rännilen 8 började byggas 1898. 
Liksom Rännilen 7 inspirerades även Rännilen 8 av amerikansk arkitektur. I höjd med bottenvåningen kläddes hela fasaden med sandsten som även följer fasadens vertikala partier i det rundade hörnet samt på de båda burspråken i fastighetens kant mot grannhusen. I fönsterbröstningarna och under takfoten murades ett i schackrutigt mönster med ljus och mörk respektive slät och grovhuggen sten.

### Interiör

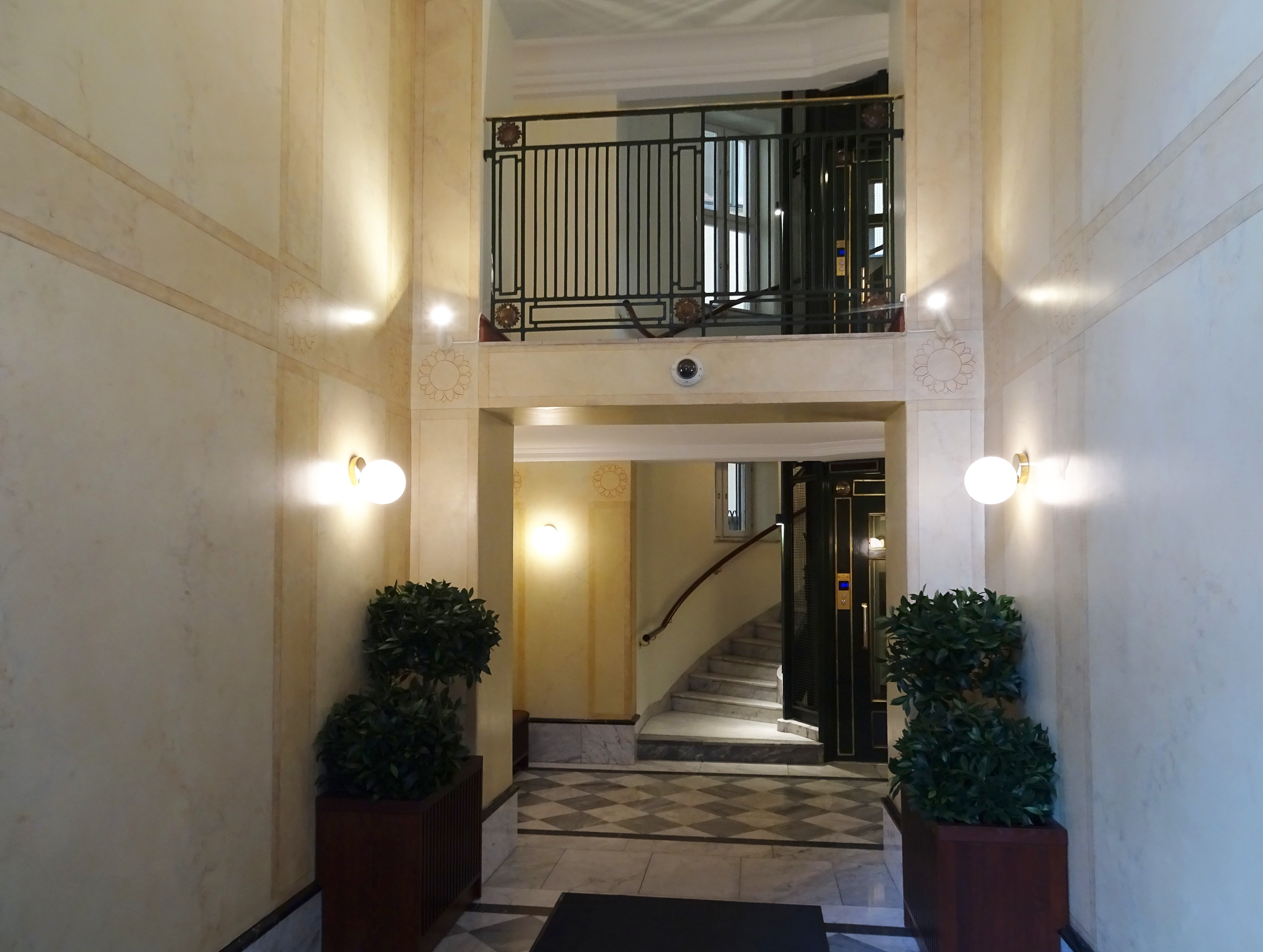
Entréhallen.

Ursprunglig lägenhetsfördelning var en lägenhet om tre rum och kök, fyra om fyra rum och kök, två om fem rum och kök och två om sex rum och kök. Därtill kom jungfrukammare, serveringsrum och stora entréhallar med öppen spis. Lägenheten på fyra trappor (mot Birger Jarlsgatan) iordningställdes 1898 med stort ateljé och ateljéfönster för arkitekten Ferdinand Boberg som bodde här mellan 1899 och 1903 då han och hustru Anna flyttade till sitt hem Vintra på Djurgården. 
Uppvärmning skedde med kakelugnar, först 1937-1938 installerades centralvärme. Vid Stadsmuseets inventering 1975 bevarade besökta bostadslägenheter ursprunglig tidstypisk inredning såsom kakelugnar i jugendstil, matsalspanel och helfranska pardörrar. År 1990 lät fastighetsägaren Hufvudstaden genomförda en större ombyggnad och lägenheterna blev kotor. Vid ombyggnaden förlorade entréhallen sitt ursprungliga utseende med bland annat väggpanel av röd och vit marmor samt kassettak med målad stiliserad blomdekor. Liksom sina grannfastigheter uppfördes Rännilen 8 på gammal sjöbotten och vattensjuk mark varför omfattande grundförstärkning genom pålning krävdes. Under åren 2006–2008 grundförstärktes samtliga byggnader i kvarteret.

### Ritningar

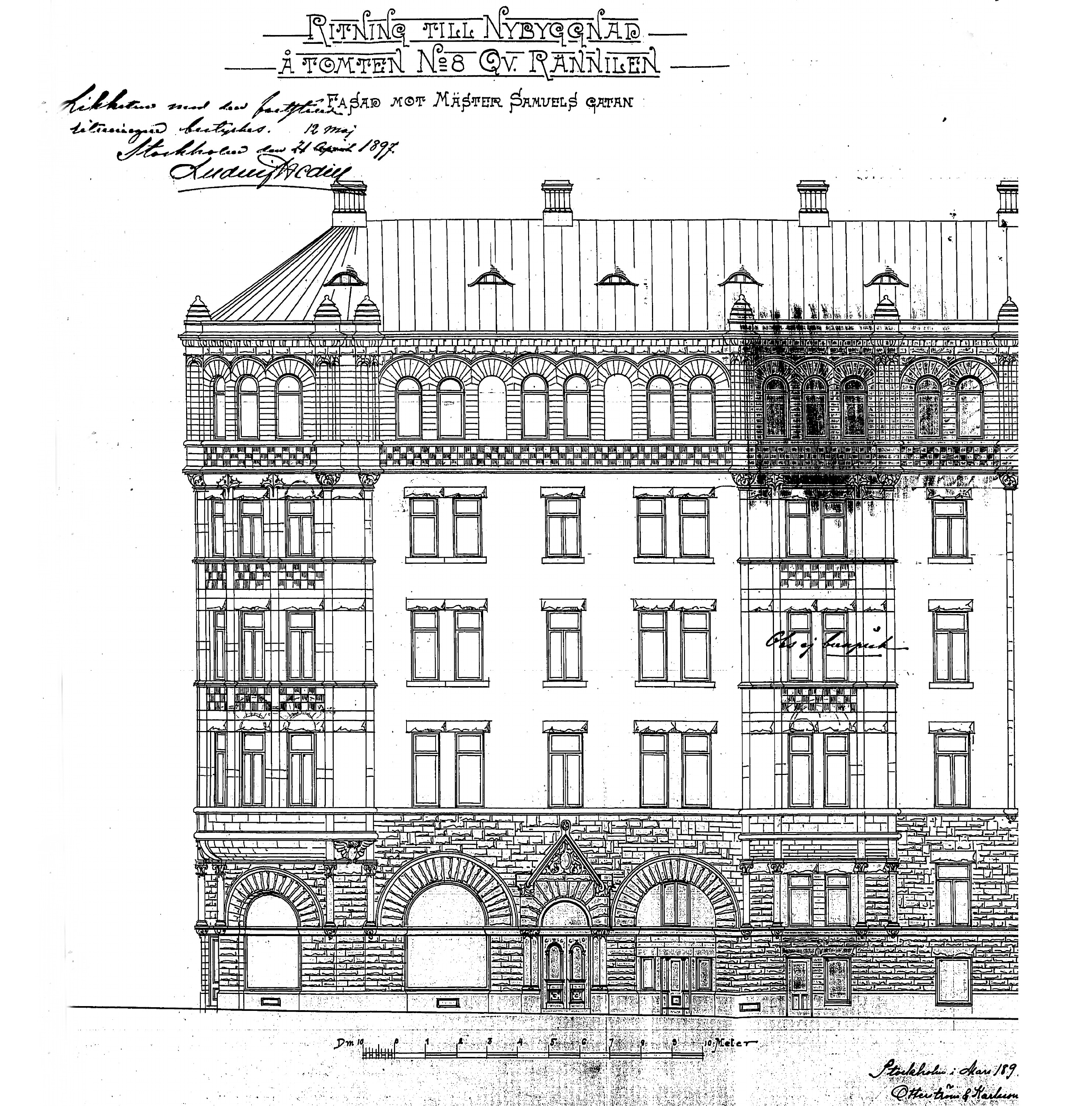
Fasad mot Mäster Samuelsgatan.
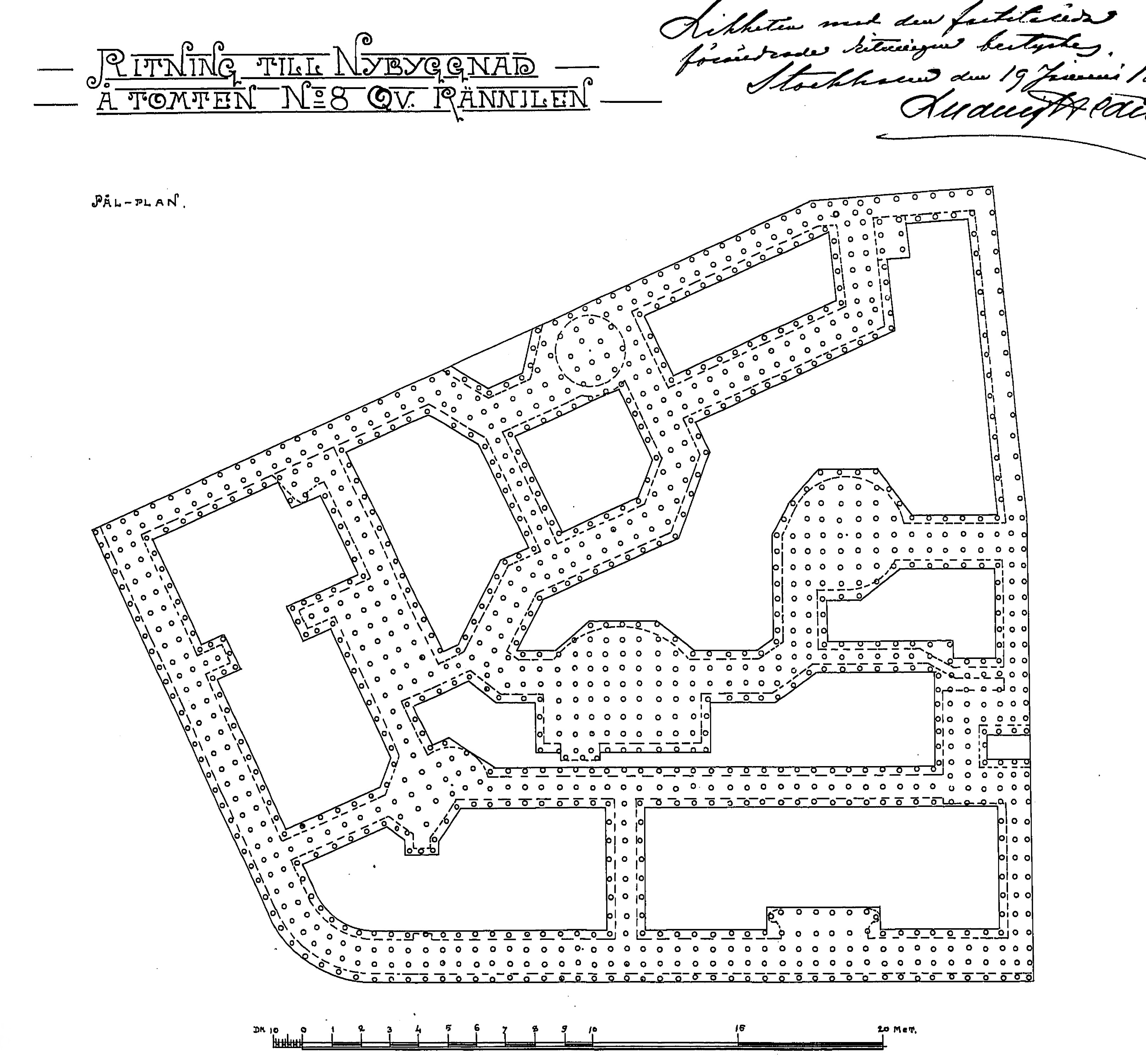
Pålplan.
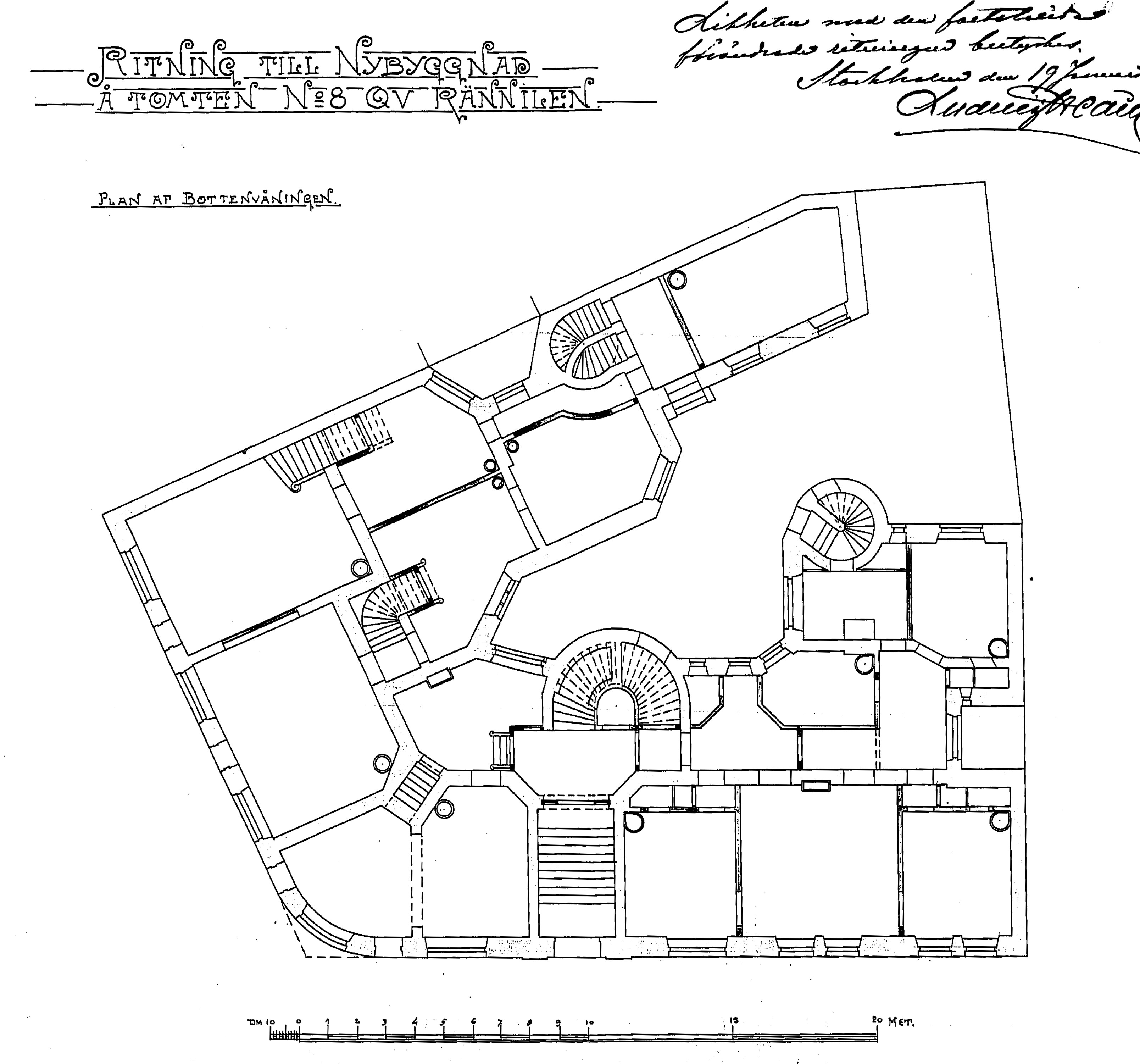
Bottenvåning.
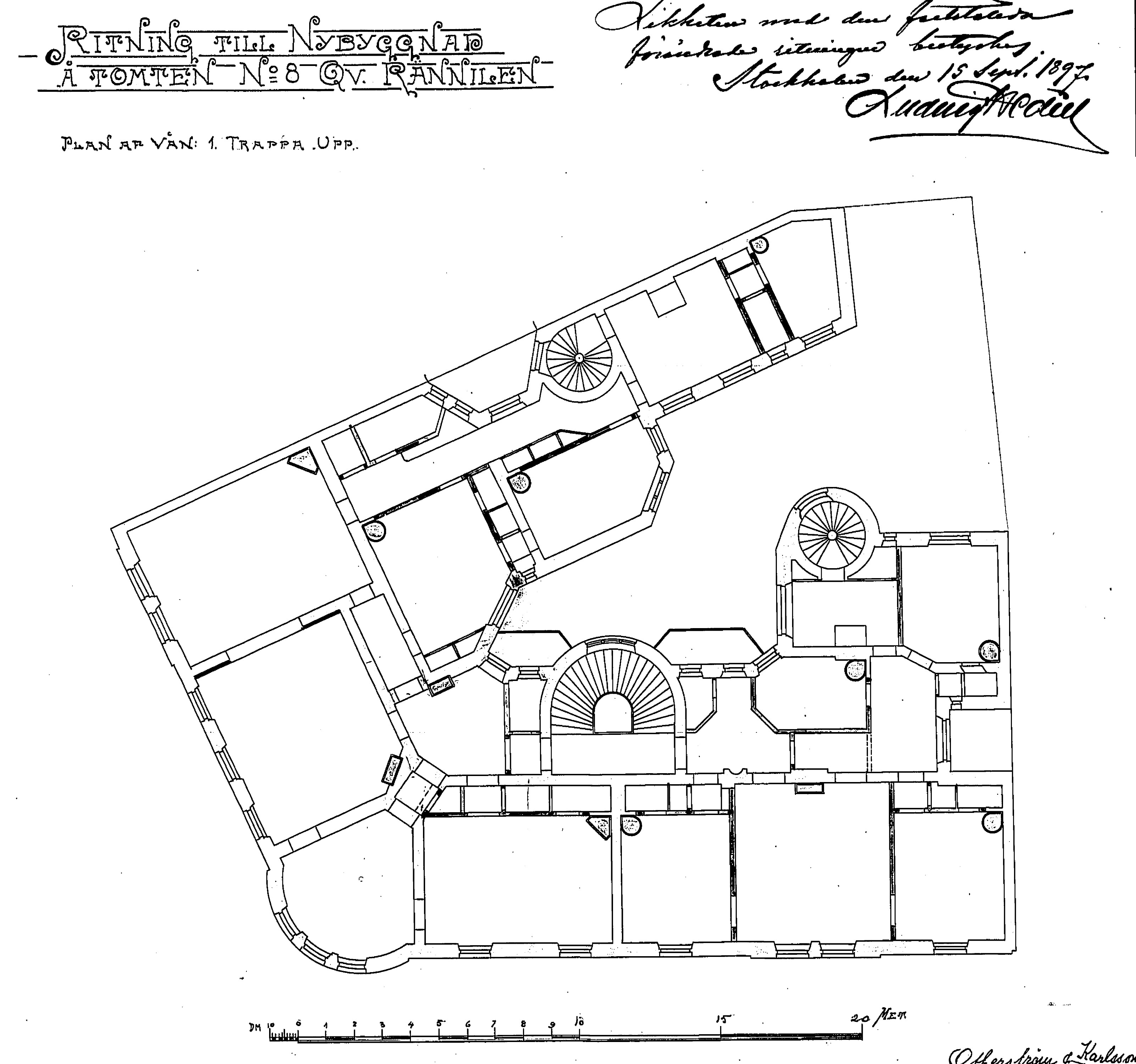
Våning 1 trappa.
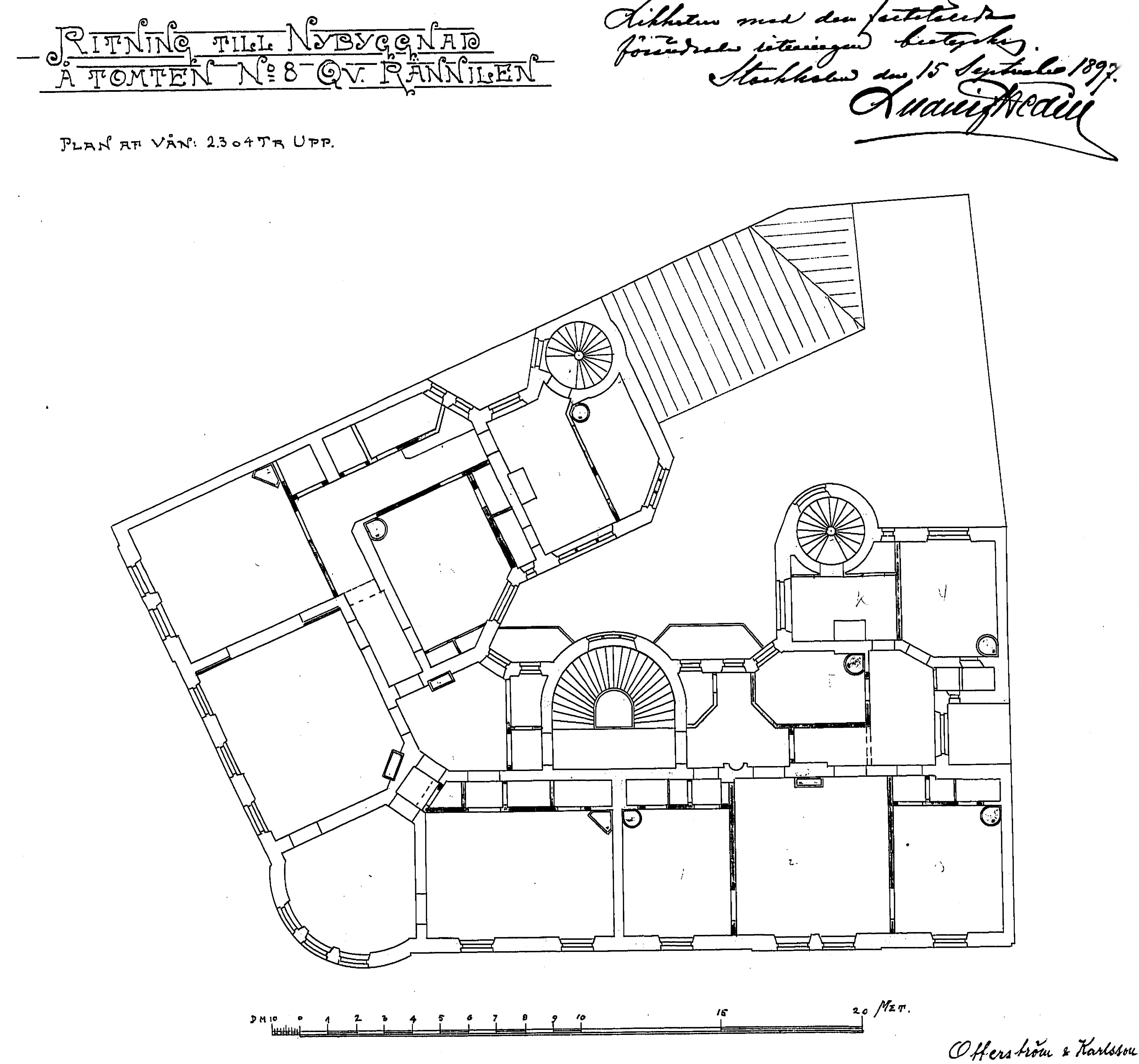
Våningar 2-4 trappor.
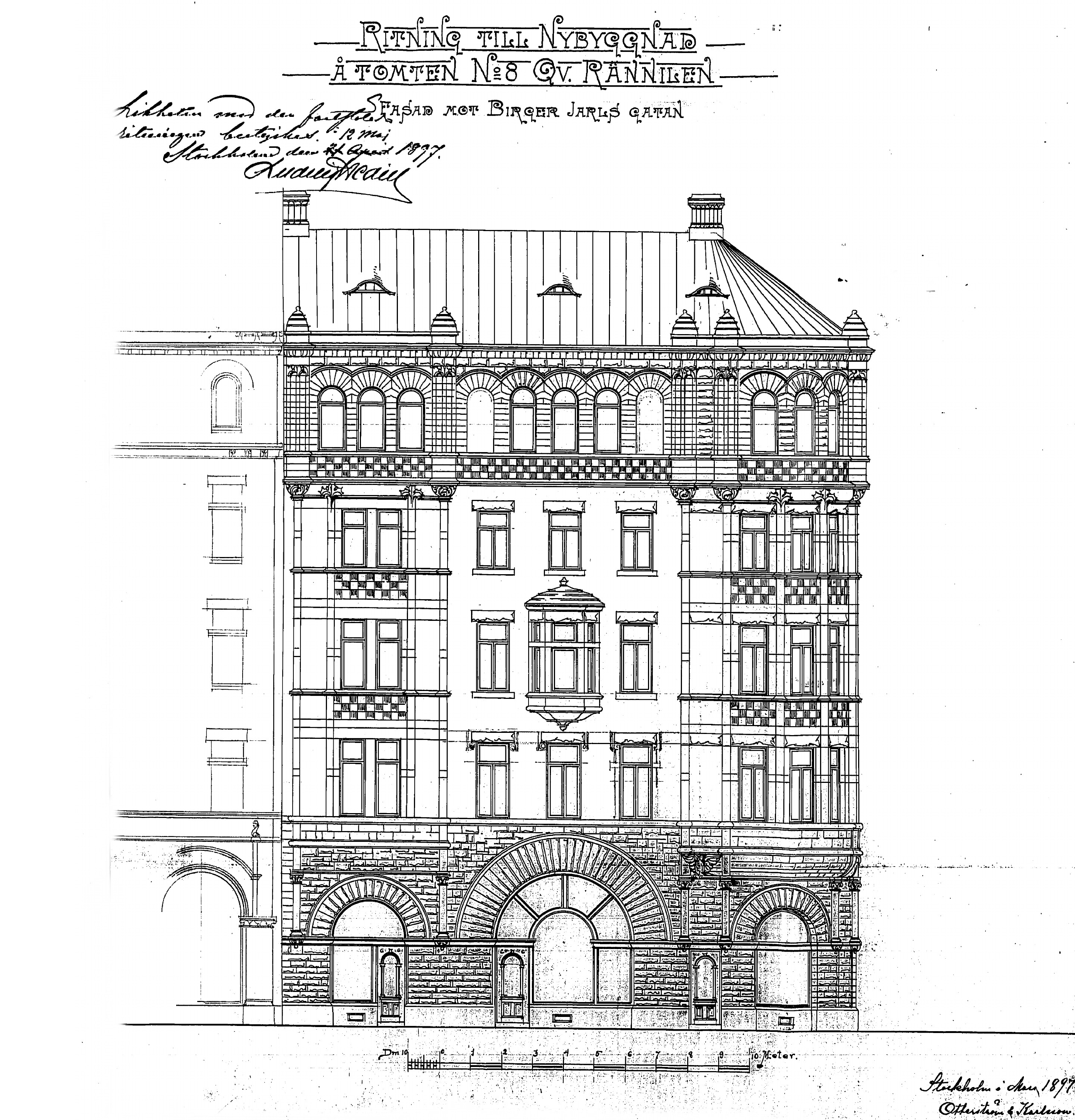
Fasad mot Birger Jarlsgatan.

## Ägare
Byggmästare Olof Danielsson uppförde Rännilen på spekulation, det vill säga att han omedelbart efter färdigställandet sålde det vidare till grosshandlaren Robert Thalin. Efter dennes död förvärvades fastigheten 1909 av konsul Robert Schumburg som behöll huset till 1911 varpå Arthur Lindén, direktör i Svenska Petroleumaktiebolaget, blev ägare. Av honom förvärvade Hufvudstaden fastigheten 1917, som äger den fortfarande.

## Referenser

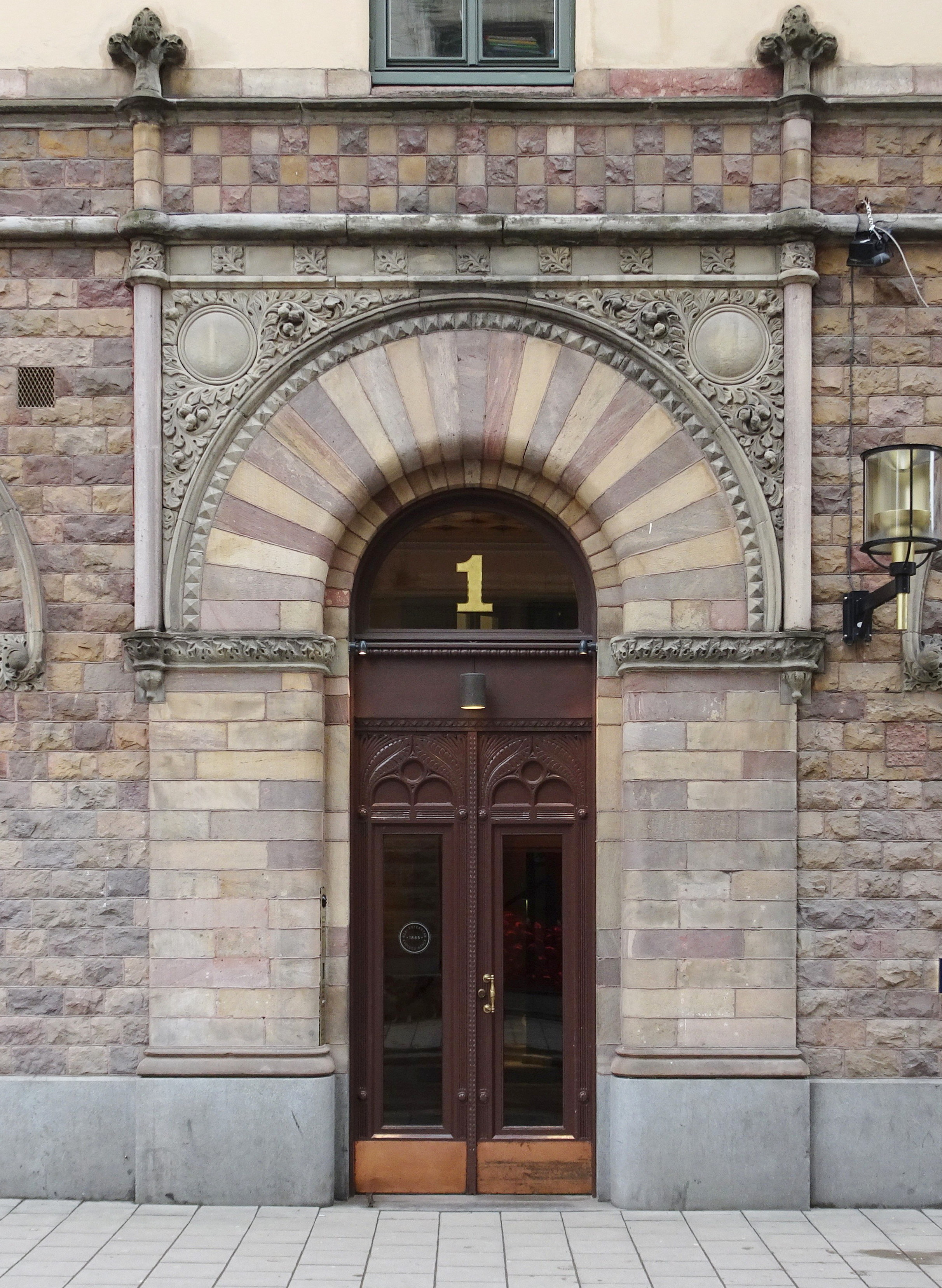
Mäster Samuelsgatan 1.